# Харченков, Александр Сергеевич
Александр Харченков (род. 4 июня 1953, Москва) — советский баскетболист. Рост — 200 см. Форвард. Мастер спорта СССР международного класса (1974). Заслуженный мастер спорта России.

## Биография
Начал тренироваться в СДЮШОР № 1 Тимирязевского района у Мильнера Эдуарда Михайловича.
В 1969, 1970 и 1971 годах — чемпион СССР среди юношей в составе команды СДЮШОР № 1. Также признавался лучшим игроком чемпионатов СССР в 1969—1971.
В 1970 году выступал в ЦСКА, в 1971-78 — в «Динамо» (Москва). В 1979—1991 — в «Спартаке» (Ленинград). Выступал в Германии («Мюнхен»). В 1999—2000 выходил на паркет в составе «Арсенала» (Тула).
В настоящее время тренер. Тренировал команды «Спартак» (Санкт-Петербург), «Аквариус» (Волгоград), «Арсенал» (Тула), клубы Германии (УСЦ «Фрайбург»), женский «Динамо» (Москва), Химки-2, «Балтийская Звезда». Входил в тренерский состав сборной России в 2002—2003 гг.
Два его сына (Никита – 1987 г.р., и Иван – 2006 г.р.) — баскетболисты.

## Достижения
- Чемпион мира 1974
- Серебряный призёр ЧЕ-77
- Чемпион VI Спартакиады народов СССР 1975
- Двукратный обладатель межконтинентального кубка 1975, 1977
- Чемпион СССР 1970. Серебряный призёр чемпионата СССР 1991. Бронзовый призёр чемпионатов СССР 1975, 1976, 1981, 1985, 1986, 1987